# Bistum Limoeiro do Norte
Das Bistum Limoeiro do Norte (lateinisch Dioecesis Limoëirensis, portugiesisch Diocese de Limoeiro do Norte) ist eine in Brasilien gelegene römisch-katholische Diözese mit Sitz in Limoeiro do Norte im Bundesstaat Ceará.

## Geschichte
Das Bistum Limoeiro do Norte wurde am 7. Mai 1938 durch Papst Pius XI. aus Gebietsabtretungen des Erzbistums Fortaleza errichtet und diesem als Suffraganbistum unterstellt.

## Bischöfe von Limoeiro do Norte
- Aureliano de Matos, 1940–1967
- José Freire Falcão, 1967–1971, dann Erzbischof von Teresina
- Pompeu Bezerra Bessa, 1973–1994
- Manuel Edmilson da Cruz, 1994–1998
- Josef Haring OFM, 2000–2017
- André Vital Félix da Silva SCI, seit 2017